# R4 (réacteur nucléaire)
 (juillet 2025).
Pour les articles homonymes, voir R4.

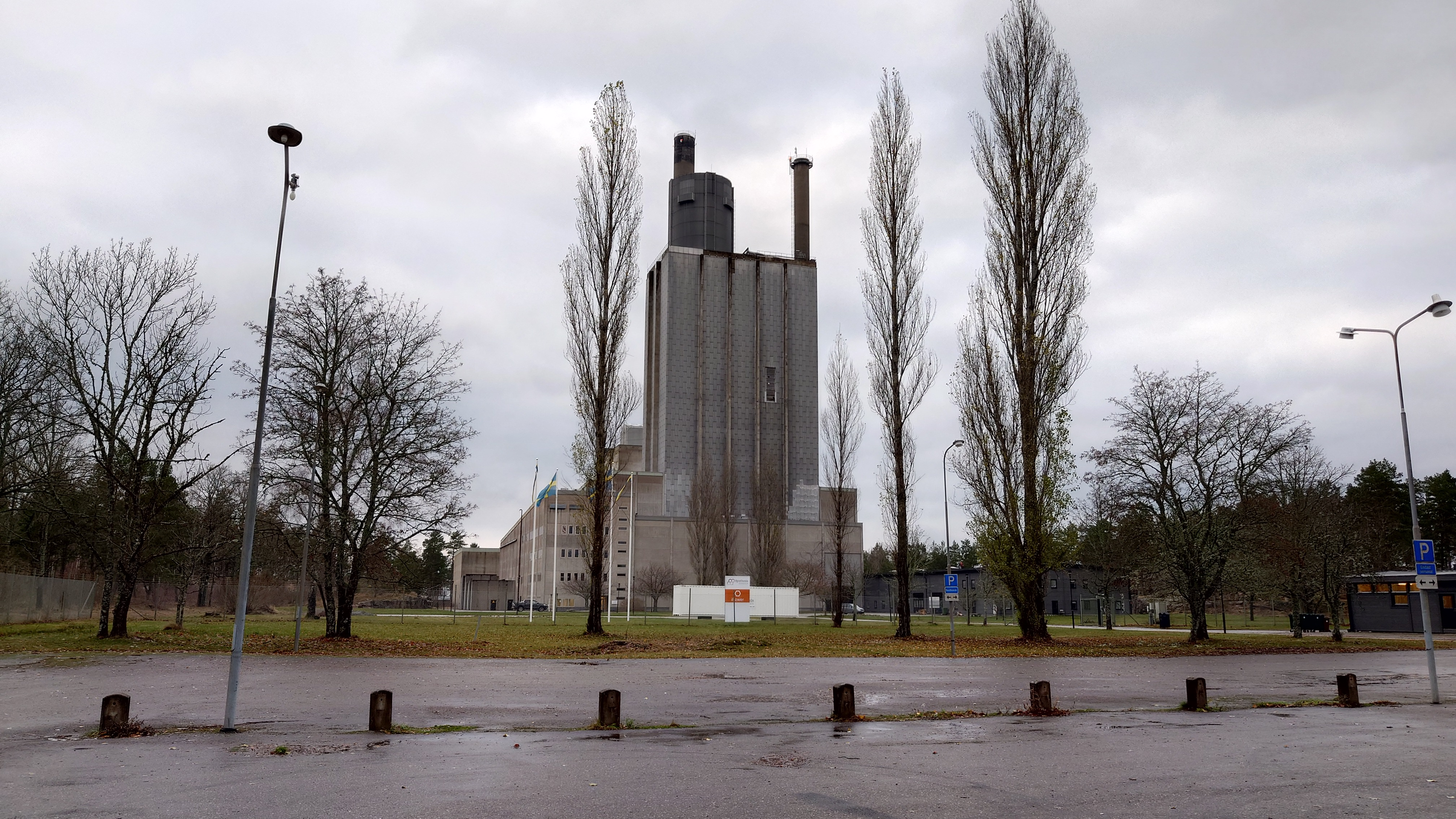
Le réacteur en 2022.

Le réacteur nucléaire R4, construit à Marviken, Vikbolandet, est le quatrième réacteur nucléaire construit en Suède. Il est modéré à l'eau lourde et produit 130 MWe d'électricité et du plutonium. Le réacteur a joué un rôle central dans le programme d'armement nucléaire suédois. Au milieu des années 1960, le gouvernement social-démocrate alors en place, abandonne officiellement le projet d'armes nucléaires suédoises, faisant en même temps sombrer la centrale de Marviken dans l’oubli. Le projet est définitivement abandonné en 1970. La centrale n'a alors jamais été chargée en combustible.

## Site expérimental

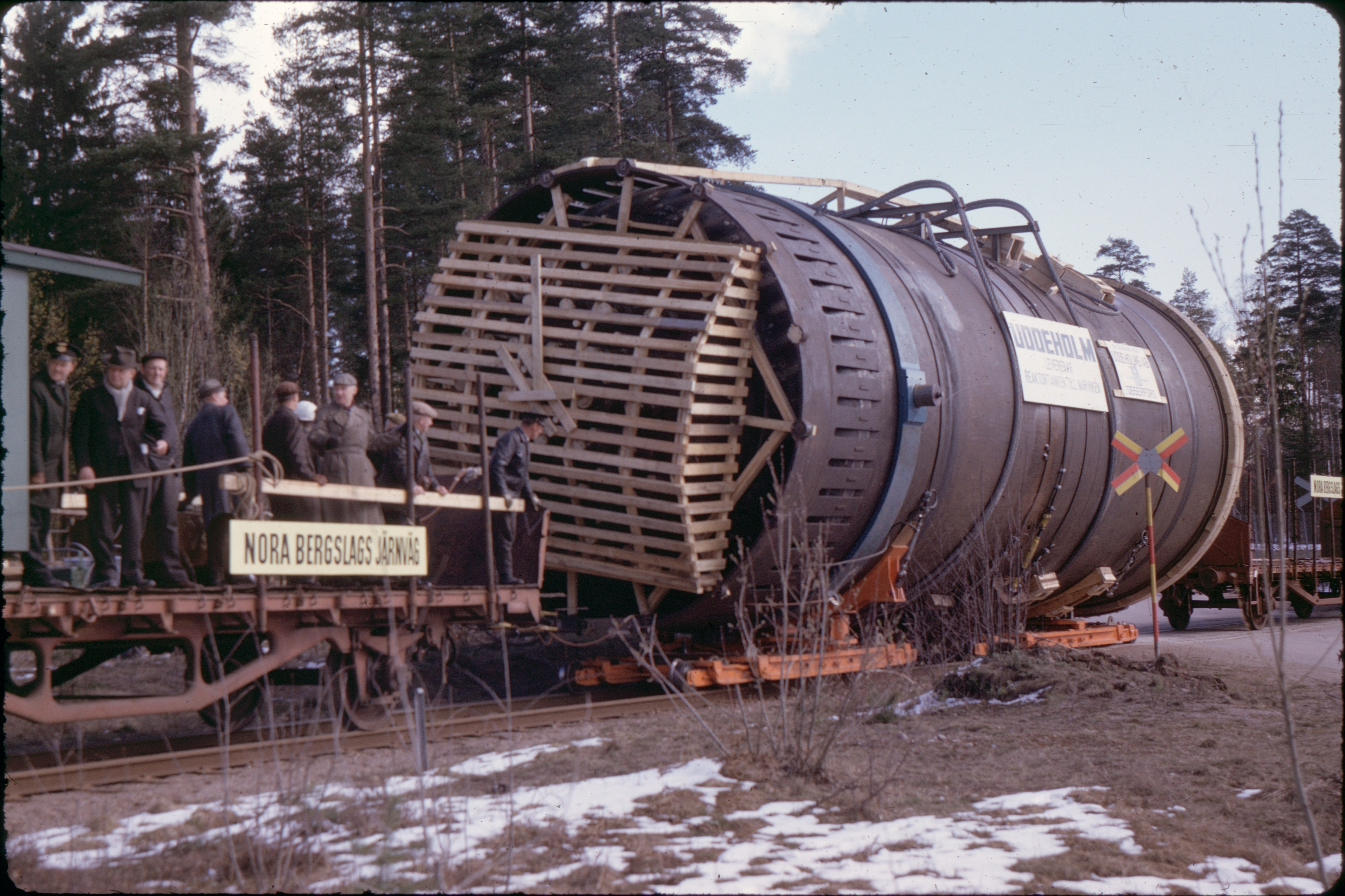
La cuve du réacteur pendant le transport vers le réacteur en 1967.

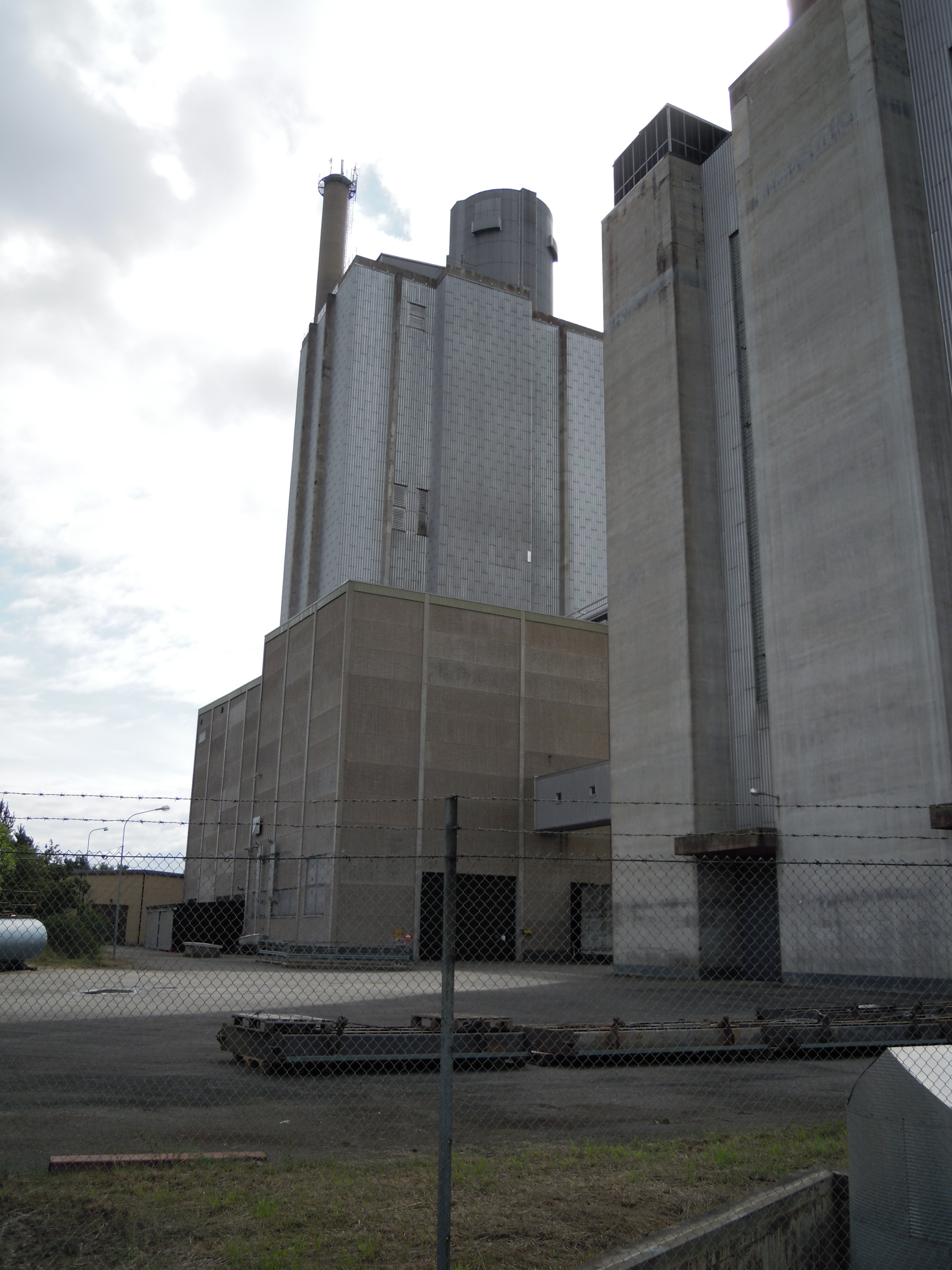
Le réacteur en 2010.

Le fait que le réacteur soit presque terminé, mais n’ait jamais été chargé en combustible, a permis d'utiliser la centrale pour des expériences internationales avancées, simulant divers scénarios d'accident dans les centrales nucléaires . Quatre séries de tests y ont été réalisées de 1970 à 1980  :
- Marviken-FSCB-I/II : série d'expériences au cours desquelles a été testé le principe de suppression de pression avec un bassin de condensation, utilisé par la quasi-totalité des réacteurs REB dans le monde. Dans un réacteur de ce type, la vapeur provenant de ruptures de conduites hypothétiques est dirigée vers un bassin de condensation, ce qui provoque la condensation de la vapeur et limite l'augmentation de pression dans l'enceinte de confinement lors d'un tel scénario d'accident. Cette conception permet de réduire la taille d'une enceinte de confinement REB ;
- Marviken-ATT : test de transport d'aérosols. Observation sur la migration et la distribution des aérosols dans un confinement, ce qui est important pour évaluer les scénarios d'accident avec fusion importante du combustible, « fusion du cœur » ;
- Marviken-CFT : test à grande échelle sur le débit critique, réalisé pour quantifier le débit de vapeur provenant d’une rupture de canalisation ;
- Marviken-JIT : tests d'impact de jet à grande échelle, réalisés afin d'évaluer dans quelle mesure le jet de vapeur provenant d'une rupture de canalisation peut endommager les équipements situés à proximité.

De grandes quantités de données ont été collectées et archivées à l'OCDE/AEN . Ces informations sont utilisées pour valider ou non les codes informatiques équipant les centrales nucléaires.

## Conversion au combustible fossile
Lorsque la construction du réacteur nucléaire fut définitivement arrêtée en 1970, une chaudière à vapeur et une deuxième au fioul furent construites. Cela donna une seconde vie à la centrale. Mais la turbine étant optimisée pour une température et une pression de vapeur relativement basses, le rendement de la centrale au fioul est assez faible (environ 30 %) par rapport aux centrales classiques, dont le rendement pouvait atteindre 40 %, voire près de 50 %. C'est pourquoi la centrale n'était utilisée que pour couvrir les pics de consommation.
La chaudière à mazout avait une puissance thermique d'environ 700 MW pour une consommation en pétrole de 17 kg/s, et la puissance électrique correspondante était d'environ 200 MW. La centrale a fonctionné jusqu'en mars 2009, mais a depuis été laissée à l’abandon.

## Dans la culture populaire
Le réacteur nucléaire de Marviken joue un rôle important dans le thriller suédois Lars Wilderäng (sv). 